# 摂津市民図書館

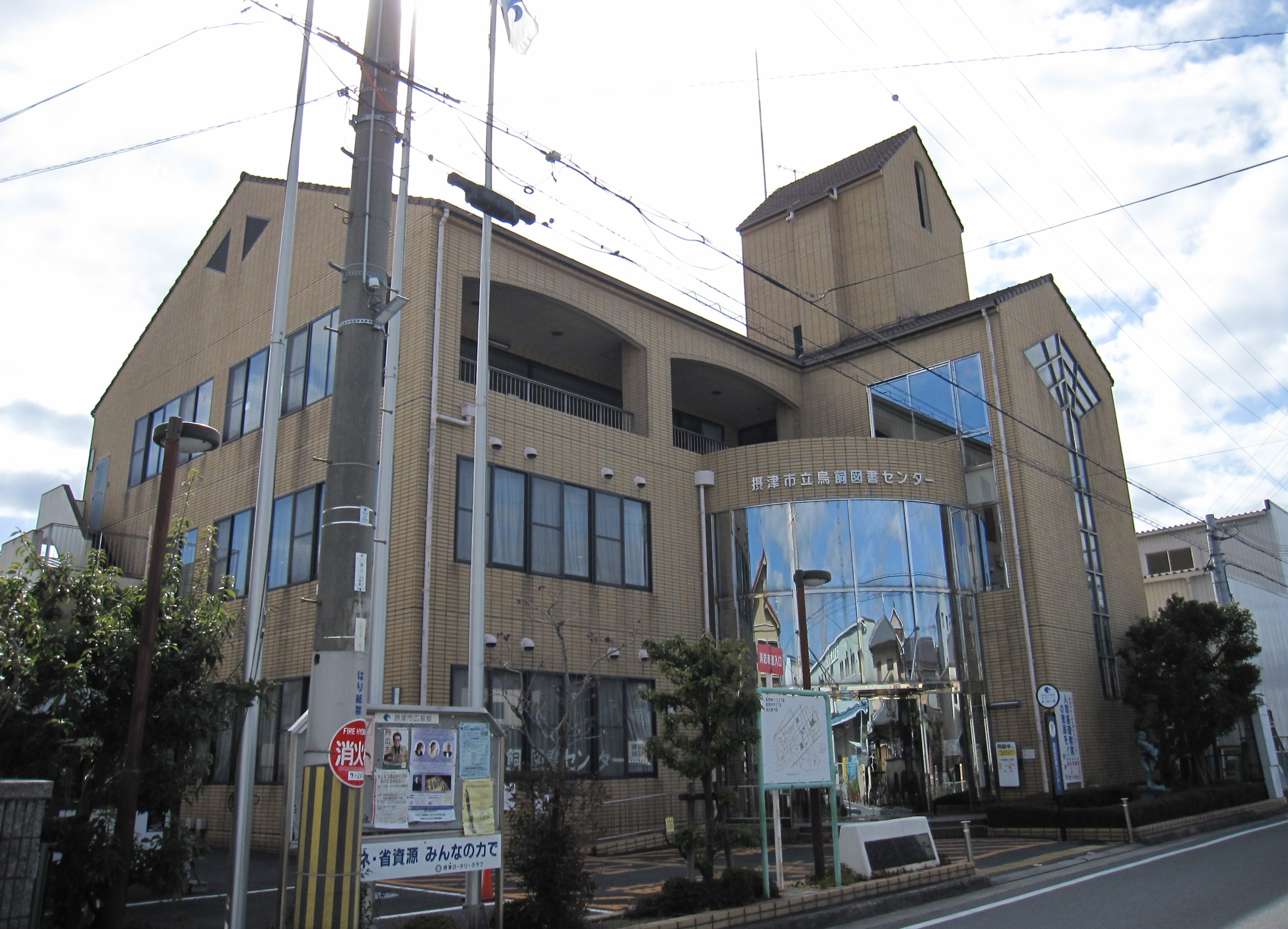
摂津市立鳥飼図書センター

摂津市民図書館（せっつしみんとしょかん）は、大阪府摂津市正雀4丁目にある公共図書館である。
摂津市にはこのほか、摂津市立鳥飼図書センターがある。

## 所在地
摂津市民図書館
〒566-0023　大阪府摂津市正雀4丁目9番25号
摂津市立鳥飼図書センター
〒566-0052　大阪府摂津市鳥飼本町5丁目12番5号

## 休館日
- 第一・第三月曜日（国民の祝日のときは翌日以降の最初の国民の祝日でない日）
- 第2木曜日
- 年末年始（12月29日～1月3日）
- 特別整理期間（年10日以内）

## 開館時間
摂津市民図書館
- 月曜～金曜：10:00～20:00
- 土・日・祝：10:00～18:00

摂津市立鳥飼図書センター
- 10:00～18:00

## 交通アクセス
摂津市民図書館
- 阪急京都線正雀駅より徒歩12分

摂津市立鳥飼図書センター
- 阪急バス・近鉄バス 西鳥飼バス停より徒歩5分